# Театр имени Войцеха Богуславского
«Театр им. Войцеха Богуславского» (пол. Teatr im. Wojciecha Bogusławskiego) — драматический театр в Калише.
В 1801 году Войцех Богуславский создал драматический театр в Калише, который в 1936 году принял имя основателя. Первое здание театра с 1801 со зрительной залой на 500 людей было деревянное и пережило 15 лет. Очередное здание сгорело в апреле 1858, а следующее неоренессансное здание сожгли немцы летом 1914 в начале Первой мировой войны. Присутствующее здание построили в 1920—1936 годах. С 1960 года Театр им. Богуславского организует ежегодно Калишские театральные встречи (пол. KST, Kaliskie Spotkania Teatralne) — конкурс и фестиваль актёрского искусства. В конкурс приглашают самые выдающиеся премьерные спектакли последних сезонов, которые выделяются актёрскими воплощениями, имеющими высокое признание польской критики.

## Известные актёры театра
| - Богуславский, Войцех - Касперская, Иоанна - Квос-Моравска, Мария - Ковальская, Халина - Лапиньский, Ежи - Лесень, Збигнев - Лодыньский, Юзеф - Миколаевска, Кристина - Моджиньска, Уршуля - Мусял, Влодзимеж |  | - Новак, Влодзимеж - Павловский, Ян - Слочиньская, Ивона - Смык, Ежи - Старостецкая, Эльжбета - Феттинг, Эдмунд - Хмельник, Яцек - Юльский, Цезары - Янечек, Ежи - Янковский, Ян |